# 孔贵嫔

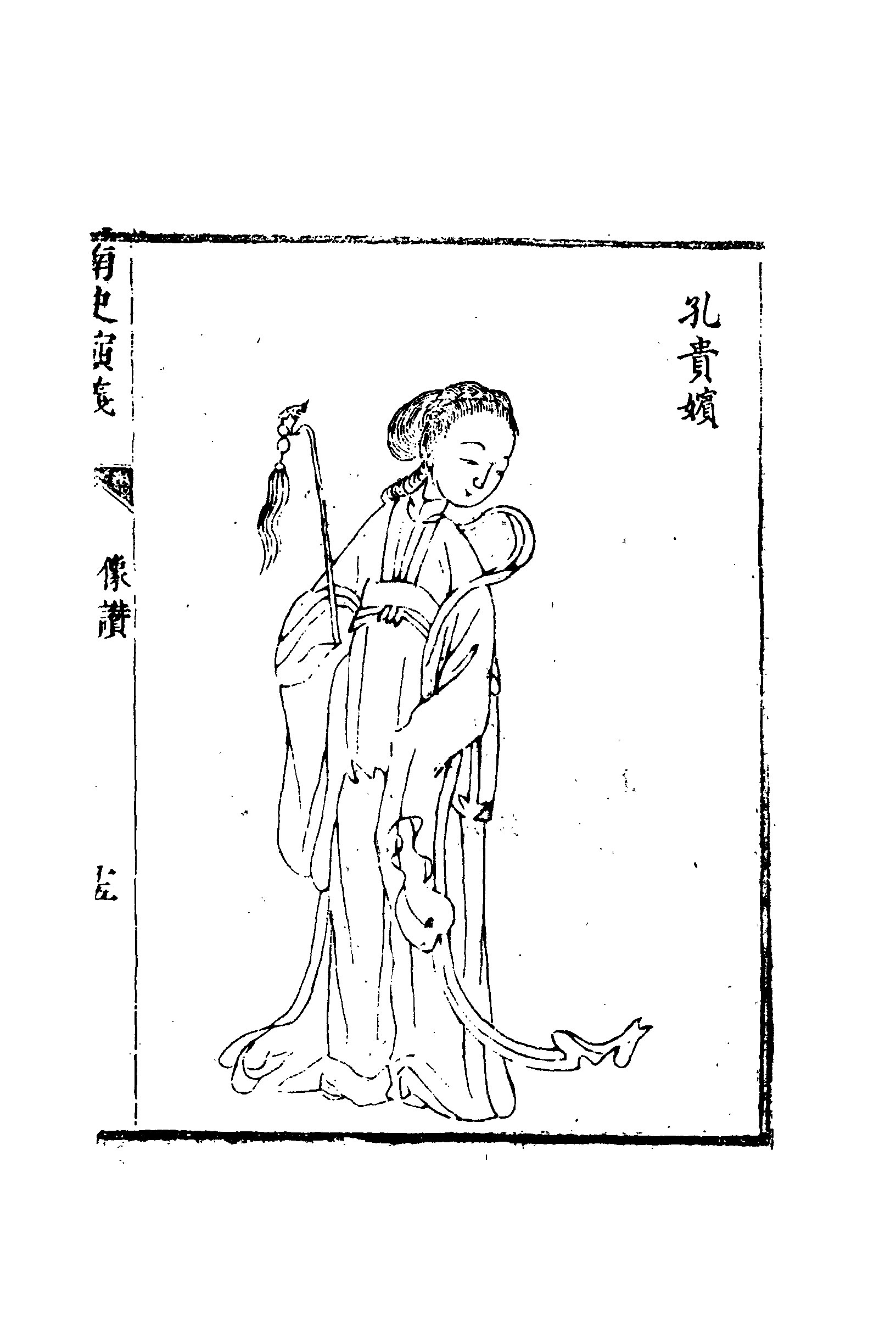
孔貴嬪

孔贵嫔（?—?），南陈后主陈叔宝的贵嫔。
582年，陈叔宝即位，是为陈后主，孔氏被封为贵嫔。陈后主在光照殿前建‘临春’、‘结绮’、‘望仙’三阁。陈后主自居临春阁，贵妃张丽华住在结绮阁，孔贵嫔与龚贵嫔同住望仙阁。三阁都有凌空衔接的复道，孔贵嫔与孔范结为兄妹。
陈祯明三年（589年），隋军南下攻入建康，陈叔宝带着的张贵妃、孔贵嫔藏匿在后花园的一口枯井中(陳後主與她們約好一旦被虜便一起自盡)，结果被隋兵发现。士兵用粗绳系一箩筐坠入井中，把陈后主、张丽华、孔贵嫔三人拉上。開皇九年，隋滅陳，以孔貴嬪與孔範勾結亂國，與張貴妃一同被斬首，首級掛於青溪中橋，以謝三吳。因为史料有限，与陈蕃的母亲孔贵人是否为同一人情况不详。